# Rogów (województwo małopolskie)
Rogów – wieś w Polsce położona w województwie małopolskim, w powiecie miechowskim, w gminie Kozłów.

## Lokalna geografia
Wieś leży na południowy wschód od Kozłowa. Rozłożona jest w dolinie górnej Nidzicy.

## Historia
Wieś powstała w średniowieczu i należała do rodów pieczętujących się herbem Starykoń. Jan Długosz w Liber Beneficiorum podaje , że wieś należała do Mikołaja i Jana Synowców herbu Starykoń. We wsi był folwark rycerski i 7 łanów kmiecych oraz karczmę z rolą, z których dziesięcinę oddawano biskupom z kapituły krakowskiej. Niedługo potem co najmniej część Rogowa była już w posiadaniu Krystyna Minockiego z Minogi herbu Nowina, a część w posiadaniu Jana Słupskiego herbu Drużyna – od 1481 roku był mężem siostry Katarzyny Kozłowskiej – Elżbiety, która wniosła mu właśnie w posagu część Kozłowa, Januszowice, Stanowiska i część Rogowa. W roku 1517 tenże Jan Słupski sprzedaje za 1500 florenów, Krystynowi Minockiemu z Minogi (współwłaścicielowi części Rogowa) herbu Nowina, wszystkie wspomniane wyżej dobra. Zgodnie z danymi rejestru poborowego z roku 1581 wieś należała do Stanisława Minockiego herbu Nowina.
W następnych latach (1582-1601) tereny te znalazły się w ordynacji pińczowskiej należącej do Gonzaga-Myszkowskich. Kolejny rejestr poborowy z roku 1629 podaje, że wieś należy do Stanisława Myszkowskiego herbu Jastrzębiec, a we wsi było w tym czasie: 5 łanów kmiecych, 2 komorników z bydłem, 4 rzemieślników, 1 młyn z kołem dorocznym i karczma na 1 łana. W roku 1727 w wyniku koligacji małżeńskich rozległe dobra Myszkowskich z Książa Wielkiego przejęli Wielopolscy herbu Starykoń. Do swojego nazwiska dodali człon – Myszkowski. Między 1783, a 1809 rokiem wieś i folwark należały do Franciszka Wielopolskiego-Myszkowskiego herbu Starykoń i we wsi było: 30 dymów: dwór (zamieszkały przez 6 osobową rodzinę szlachecką – dzierżawców), budynek folwarczny, 6 domów kmiecych, 15 chałup zagrodników, 1 karczma (zamieszkała przez 7 osobową rodzinę żydowską) 3 chaty chałupników-rzemieślników. We wsi mieszkało 150-166 osób. W roku 1827 wieś miała 30 dymów i 95 mieszkańców. W roku 1867 dobra Rogów składały się z folwarków: Rogów, Potulin, Kobiele, Kęsów i Praszka. Obejmowały one 1775 mórg. Sama wieś liczyła 48 gospodarstw i 192 morgi. Do roku 1945 swoje dobra we wsi posiadali książęta Wielopolscy.
W latach 1975–1998 miejscowość położona była w województwie kieleckim.

### Inne
Od początku istnienia wieś należała do parafii p.w. św. Wojciecha Biskupa Męczennika w Książu Wielkim. Po jej ustanowieniu w 1982, wieś należała do parafii p.w. Matki Boskiej Nieustającej Pomocy w Przybysławicach.